# 花井忠
花井 忠（はない ただし、1894年〈明治27年〉12月3日 - 1973年〈昭和48年〉10月5日）は、弁護士・検事総長。茨城県生まれ。従三位。勲一等瑞宝章受章。岳父は、“在野法曹の雄”と言われた花井卓蔵（元衆議院副議長・法学博士・弁護士）。

## 略歴
茨城県行方郡麻生町（現在の行方市）にて「福田病院」院長・福田安次郎の四男三女の次男として誕生する。麻生町立尋常小学校、県立水戸中学校、第八高等学校を経て、1919年7月東京帝国大学法学部（独法兼修）を卒業。
1921年7月に弁護士名簿に登録。著名な弁護士であった花井卓蔵の法律事務所に入る。1925年5月、花井卓蔵の次女・稲子と結婚し、花井卓蔵の養子となる。1929年よりベルリン大学、ウィーン大学にて刑事学を研究、帰国後、海軍軍人と民間人が政財界人を暗殺した五・一五事件や神兵隊事件の弁護人を務める。1946年8月、連合軍最高司令部法律局の嘱託となり東京裁判では広田弘毅元首相の弁護人を務め無罪論を展開した。その後、官民交流の一環として1953年1月東京高等検察庁検事長の任を受け、1957年7月に民間出身では初めて・戦後第3代の検事総長に就任。退官後は、中央大学教授として後進の指導に当たり、1965年4月、勲一等に叙せられ瑞宝章を賜る。
1973年10月5日、乖離性大動脈瘤破裂により東京・神田の自宅にて死亡。従三位に叙せられ銀杯一組を賜る。
生家は茨城県指定重要文化財・麻生藩家老屋敷記念館(行方市麻生1153-1)として公開。

## 弁護人として関与した主な裁判
- 五・一五事件 - 橘孝三郎、林正三、大川周明
- 神兵隊事件 - 中村武彦、片岡俊
- ゾルゲ事件 - 犬養健
- 極東国際軍事裁判 - 広田弘毅
- 丸の内裁判 - 豊田副武（元海軍司令部総長）
- 昭和電工事件
- 東洋電機カラーテレビ事件
- 三無事件

## 経歴
- 1919年（大正 8年）　東京帝国大学法学部卒業
- 1922年（大正11年）　弁護士名簿登録
- 1926年（大正15年）　中央大学教授就任
- 1941年（昭和16年）　星薬学専門学校理事就任
- 1945年（昭和20年）　第一東京弁護士会副会長就任
- 1946年  (昭和21年)    東京裁判で廣田弘毅元首相の弁護人に就任
- 1947年（昭和22年）　中央大学理事長就任
- 1951年（昭和26年）　星薬科大学理事就任
- 1952年（昭和27年）　国家公安委員に任命
- 1953年（昭和28年）　東京高等検察庁検事長に任命
- 1957年（昭和32年）　検事総長に任命
- 1960年（昭和35年）　社団法人国際情勢研究会理事審議委員に就任
- 1962年（昭和37年）　第一次臨時行政調査会委員に任命
- 1965年（昭和40年）　国士舘大学教授就任
- 1965年（昭和40年）　勲一等に叙せられ瑞宝章を賜る

## 東京裁判に関する見解
*NHK　朝の訪問

## 花井忠に関する著作
- 星新一著 『きまぐれフレンドシップ Part1花井忠-父とその会社の恩人』
- 野村二郎著　『検事総長の戦後史』　ビジネス社
- 花井忠先生追悼録刊行会編 『花井忠』 中央大学出版社 1977年12月刊